# Kroktjärnen (Norsjö socken, Västerbotten, 722234-166941)
Kroktjärnen är en sjö i Norsjö kommun i Västerbotten och ingår i Skellefteälvens huvudavrinningsområde.